# Nuno Marques
| Estadísticas de Nuno Marques  | Estadísticas de Nuno Marques |
| ----------------------------- | ---------------------------- |
| Origen:                       | Oporto, Portugal             |
| Fecha de nacimiento:          | 9 de abril de 1970           |
| Altura:                       | 1.90 m                       |
| Peso:                         | 80 kg                        |
| Juego:                        | Zurdo                        |
| Retiro:                       | -                            |
| Mejor Ranking ATP en Singles: | 86º                          |
| Mejor Ranking ATP en Dobles:  | 58º                          |

Nuno Marques es un jugador profesional de tenis nacido el 9 de abril de 1970 en Oporto, Portugal.

## Títulos (1)

### Individuales (0)
| Leyenda                |
| Grand Slam (0)         |
| Tennis Masters Cup (0) |
| ATP Masters Series (0) |
| ATP Tour (0)           |

### Dobles (1)
| Leyenda                |
| Grand Slam (0)         |
| Tennis Masters Cup (0) |
| ATP Masters Series (0) |
| ATP Tour (1)           |

| N.º | Fecha               | Torneo                | Superficie    | Pareja                      | Oponentes en la final                  | Resultado |
| --- | ------------------- | --------------------- | ------------- | --------------------------- | -------------------------------------- | --------- |
| 1.  | 24 de marzo de 1997 | Casablanca, Marruecos | Tierra batida | João Cunha-Silva (Portugal) | Karim Alami / Hicham Arazi (Marruecos) | 7-6 6-2   |

### Finalista en dobles (2)
- 1995: Newport (junto a Paul Kilderry, pierden ante Joern Renzenbrink y Markus Zoecke)
- 1996: Bournemouth (junto a Rodolphe Gilbert, pierden ante Marc-Kevin Goellner y Greg Rusedski)